# Attaque chimique de Sarmin
L' attaque chimique de Sarmin est une attaque au chlore des Forces armées syriennes qui a eu lieu le 16 mars 2015, sur les villages de Sarmin et Qmenas, dans le gouvernorat d'Idlib en Syrie.

## Contexte
Le 6 mars 2015, le Conseil de sécurité des Nations unies adopte la résolution 2209, qui condamne l'utilisation du chlore comme arme et menace de recourir à la force s'il était à nouveau utilisé.

## Déroulement de l'attaque
Au moment de l'attaque, la ville est sous le contrôle d'Ahrar al-Cham. Le village est frappé par une attaque chimique entre 22h30 et 23h00 lorsque deux « bombes barils » sont larguées par des hélicoptères sur le village. 
L'une atterrit sur un terrain dégagé, tandis qu'une autre « tombe à travers le conduit de ventilation » d'une maison partiellement construite, tuant une famille de six personnes vivant dans le sous-sol de la maison et en intoxiquant « des dizaines d'autres », dont 26 sont hospitalisées pour asphyxie,. 
Un quatrième baril est largué sur le village voisin de Qmenas.
L'hôpital de Sarmin, opéré par Médecins sans frontières, a pris en charge 70 personnes intoxiquées par le chlore dont 20 dans un état grave. Selon un volontaire de la Défense civile syrienne, 90 personnes ont été intoxiquées.

## Réactions
L'armée syrienne nie cette affirmation, la qualifiant de propagande.
Amnesty International appelle à la saisie de la Cour pénale internationale.  
L'ONU ouvre une enquête par le biais du mécanisme conjoint d'enquête avec l'OIAC, le JIM.  

## Responsabilité
L'enquête d'un an des Nations unies et de l'OIAC révèle qu'il y a suffisamment d'informations pour conclure de manière certaine que l'armée de l'air arabe syrienne a utilisé des « armes de fortune déployées à partir d'hélicoptères » contenant du chlore sur les villes de Sarmin et Qmenas le 16 mars 2015, ainsi que sur la ville de Talmenes le 21 avril 2014,.  

## Bilan humain
Une famille de six personnes, dont trois enfants de moins de trois ans, leurs parents et leur grand-mère, est décédée à Sarmin. 90 personnes ont été intoxiquées, 70 personnes ont été prises en charge à l'hôpital de Sarmin, parmi lesquelles 26 hospitalisées, dont 20 dans un état grave,. Les médecins de Sarmin ont déclaré que le mode de décès indiquait l'inhalation d'un gaz, peut-être du chlore. Médecin sans frontières et Human rights Watch confirment  

## Voir également
- Utilisation d'armes chimiques dans la guerre civile syrienne